# 湖洋镇 (上杭县)
湖洋乡是中国福建省龙岩市上杭县下辖的一个乡。

## 行政区划
湖洋乡共辖22个行政村，分别是：
碧田村、涧头村、上埔村、水埔村、元丰村、加庄村、福全村、寨背村、三田村、通桥村、岩头村、乃康村、湖洋村、文光村、古楼村、濑溪村、新坊村、五坊村、龙山村、上罗村、太平村、新山村。